# 6803-as mellékút (Magyarország)
A 6803-as számú mellékút egy közel huszonöt kilométer hosszú, négy számjegyű országos közút Somogy vármegye nyugati szélén. A 68-as főút szenyéri és a 7-es főút holládi szakaszait köti össze, a két főút által közrezárt kisebb települések feltárásával.

## Nyomvonala
A 68-as főútból ágazik ki, annak 63,550-es kilométerszelvénye táján, Szenyér közigazgatási területén, a község központjától körülbelül 1 kilométerre délre. Kezdeti szakaszán nyugati irányt vesz, 1,5 kilométer után Tapsony területére érkezik. 2,6 kilométer után éri el a belterület keleti szélét, ott északnyugati irányt vesz, Kossuth utca néven; a központban Széchenyi tér lesz a neve, az északi községrészben pedig Bethlen Gábor utca. 3,9 kilométer után éri el a belterület északi szélét, ott északi irányba fordul.
5,7 kilométer után lép Nagyszakácsi területére, e község házait még a hatodik kilométere előtt eléri, itt a Kossuth Lajos utca nevet viseli. 8,6 kilométer után kilép a községből, 10,7 kilométer után pedig Somogyzsitfa területére ér. Ott, a lakott területek déli szélén, a 11,350-es kilométerszelvénye és 12. kilométere között közös szakaszon húzódik a 6805-ös úttal, amely itt szintén a 12. kilométere táján jár, de épp ellenkező irányban számozódik.
A szétválástól Ady Endre utca néven folytatódik észak felé Szőcsénypuszta településrész főutcájaként, majd 12,5 kilométer után kilép a házak közül. A 14. kilométere táján éri el Somogyzsitfa központjának déli részét, ott ágazik ki belőle nyugat felé a 6812-es út. A községben a neve Május 1. utca, Somogyfehéregyház településrészben pedig a Mártírok utca nevet viseli.
17,5 kilométer megtétele után érkezik Somogysámson határára, ahol szinte azonnal lakott területek közé ér, Fő utca néven. A 18,750-es kilométerszelvénye után kiágazik belőle nyugati irányban a 6811-es út, alig 200 méterre északra pedig beletorkollik kelet felől a 6818-as út. 20,3 kilométer után lép ki a község központjának házai közül, majd 21,1 kilométer után Marótpuszta területére ér, ahol a Kossuth Lajos utca nevet veszi fel.
Ahol elfogynak Marótpuszta házai, ott az út el is éri a következő település, Szegerdő délkeleti határszélét, innen a határvonalat kíséri. A 23,150-es kilométerszelvényénél elhalad a két utóbbi település és Hollád hármashatára mellett, folytatásban már Hollád területén húzódik. 24,3 kilométer teljesítése előtt áthalad az út a község egy kis nyugati településrészén, majd beletorkollik a 7-es főútba, annak 172,700-as kilométerszelvényénél lévő körforgalomba. Egyenes folytatása a 7501-es út.
Teljes hossza, az országos közutak térképes nyilvántartását szolgáló kira.gov.hu adatbázisa szerint 24,838 kilométer.

## Települések az út mentén
- Szenyér
- Tapsony
- Nagyszakácsi
- Somogyzsitfa-Szőcsénypuszta
- Somogyzsitfa
- Somogyzsitfa-Somogyfehéregyház
- Somogysámson
- Somogysámson-Marótpuszta
- (Szegerdő)
- Hollád

## Története
Somogyzsitfa és Somogysámson közti szakaszát a Cartographia 2004-es kiadású Világatlasza nem tünteti fel; ez azonban talán csak szerkesztési hiba lehet, mert a kiadónak már az 1970-ben megjelentetett Magyarország autóatlasza is az út teljes szakaszát pormentes útként jelöli.